# Anyphops narcissi
Espèce
Anyphops narcissi est une espèce d'araignées aranéomorphes de la famille des Selenopidae.

## Distribution
Cette espèce se rencontre au Eswatini et en Afrique du Sud au Mpumalanga et au KwaZulu-Natal.

## Description
La femelle holotype mesure 6,3 mm.

## Systématique et taxinomie
Cette espèce a été décrite par Benoit en 1972.

## Étymologie
Cette espèce est nommée en l'honneur de Narcisse Leleup.

## Publication originale
- Benoit, 1972 : « Notules arachnologiques africaines II. » Revue de Zoologie et de Botanique Africaines, vol. 85, p. 177-182.